# دوري ساموا لكرة القدم
دوري ساموا لكرة القدم هو الدوري الوطني لكرة القدم في ساموا، .البطل الحالي هو نادي كيوي.